# 摩西湖市 (華盛頓州)

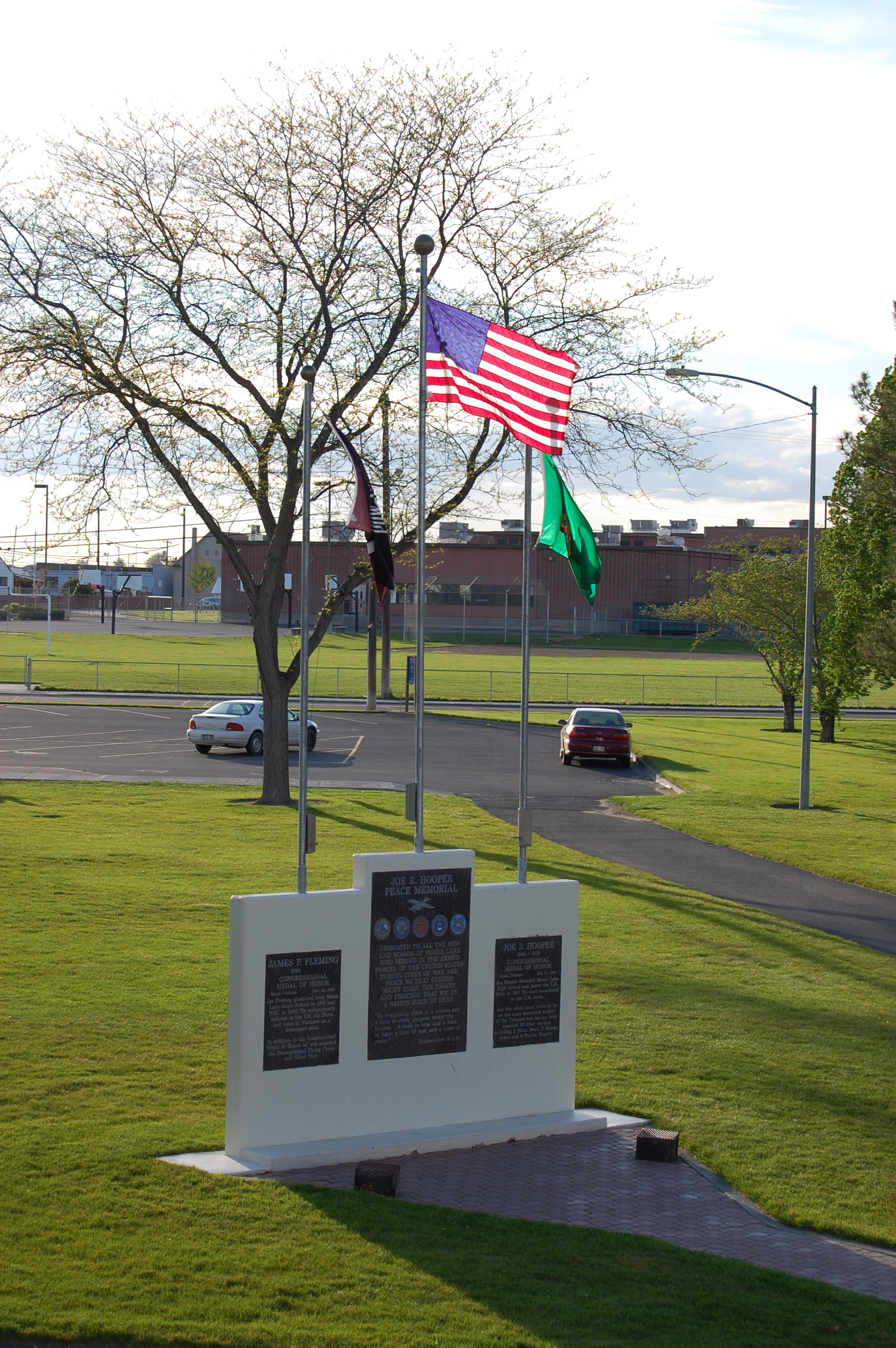
摩西湖戰爭紀念碑

摩西湖市（Moses Lake）位於美國華盛頓州格蘭特縣。美國2010年人口普查時人口為20,366人。摩西湖市是格蘭特郡最大的城市。

## 姊妹市
摩西湖市有一個姊妹市：
- 日本米澤市

摩西湖市與米澤市之間有很長的歷史：兩市間在夏天進行交換學生已經超過二十年。摩西湖市裡有一條街以米澤市命名，米澤市亦然。

## 資料來源
1. ↑  . United States Census Bureau.   [2008-01-31].
2. ↑  . United States Geological Survey. 2007-10-25  [2008-01-31].
3. ↑  http://factfinder2.census.gov/bkmk/table/1.0/en/DEC/10_DP/DPDP1/1600000US5347245

## 外部連結
- （英文） 摩西湖市 （页面存档备份，存于）
- （英文） 哥倫比亞流域先鋒報 （页面存档备份，存于）
- （英文） MosesLakeWashington.mobi——華盛頓州摩西湖市行動導覽